# 3do (Dortmund)
3do war die Bezeichnung für den geplanten Neubau des Dortmunder Hauptbahnhofs. Am 28. Februar 2007 erklärten die Beteiligten das Projekt für gescheitert.
Der Name „3do“ resultierte aus den drei Funktionsbereichen Einzelhandel, Freizeit und Verkehr sowie den Beteiligten: der Stadt Dortmund, der Deutschen Bahn und dem portugiesischen Investor Sonae Sierra. Angesichts des Um- und Neubaus des Hauptbahnhofs sollte die Stadt an Image gewinnen.

## Der Hauptbahnhof als Standort
Der Dortmunder Hauptbahnhof gehört zu den höchstfrequentierten deutschen Bahnknoten. Die Stadt Dortmund erhoffte sich durch das weitgehend privat finanzierte Projekt eine erhebliche Erweiterung des Angebotes für Besucher und Kunden der Stadt sowie eine neue baulich herausragende Akzentuierung. Eine Besonderheit des Projektes sollte in der Bündelung verschiedenartiger Nutzungen liegen. Damit nahm das Projekt aktuelle Entwicklungen aus dem Bereich des Konsumentenverhaltens auf. An die City hätte der Bau mit einem Brückenschlag zur Katharinenstraße angebunden werden sollen.

## Angebot und Fläche
Das Entertainment-Angebot des 3do sah ein großes, multifunktionales, an eine breit gefächerte Zielgruppe gerichtetes Angebot vor. Die gesamte Erlebnismasse hätte laut Nutzungskonzept 80.000 m² betragen. Der Einzelhandelsanteil hätte bei 45 % (36.000 m²) gelegen, der Entertainment-Anteil 40 % (26.500 m²) und der gastronomische Anteil 15 % (10.000 m²). Die Ankerfunktion der Entertainment-Komponente sollte vordringlich der Ausweitung des Einzugsgebietes dienen, die Komponente Gastronomie zur Verlängerung der Verweildauer und als Bindeglied-Funktion zwischen Entertainment und Einzelhandel. Die Ankerfunktion des Einzelhandels sollte vorwiegend in der Frequenzverteilung der Kunden über den Tag bestehen.
Bei einer Verkaufsfläche von 36.000 m² sollte das 3do einen Jahresumsatz von etwa 190 Mio. Euro erreichen. Das am Dortmunder Hauptbahnhof geplante Multi-Themen-Center war in der Kombinationsform der Nutzungen als Hauptbahnhof, Entertainmentcenter und Bürokomplex. Durch eine interessante architektonische Gestaltung wollte die Stadt symbolisch die strukturelle Aufwärtsentwicklung in der Städtelandschaft des Ruhrgebiets zeigen. Durch ein integriertes Hochhaus von 120 Metern Höhe sollte die Modernität des neuen Bahnhofs unterstrichen werden.
An der Nordseite des Hauptbahnhofs sollte ein Hotel der gehobenen Kategorie (vier oder fünf Sterne) errichtet werden, mit ca. 250 Zimmern und integriertem Kongresszentrum. Daneben sollten auch Geschäfts-, Büro- und Verwaltungsnutzungen in untergeordnetem Umfang zugelassen werden.

## Zeitplan
Die Zielsetzung sah einen Baubeginn für Mitte 2007 vor. Mit der Eröffnung des 3do wurde im Herbst 2010 oder im Frühjahr 2011 gerechnet. Am 28. Februar 2007 erklärte der Investor, das Projekt nicht umsetzen zu wollen.